# Miguel Hidalgo
Miguel Gregorio Antonio Ignacio Hidalgo y Costilla Gallaga Mondarte Villaseñor (Pénjamo, 8 de maio de 1753 – Chihuahua, 30 de julho de 1811) foi um religioso liberal, considerado o pai da nação mexicana. Está sepultado sob o Ángel de la Independencia, na Cidade do México.

## Hidalgo antes da luta independentista
Mais conhecido no México como Miguel Hidalgo y Costilla, ou Pai da Pátria, é considerado o iniciador da independência do México. Nasceu na Hacienda de Corralejo, próximo de Pénjamo, estado de Guanajuato, em 8 de Maio de 1753. Aos 12 anos de idade parte para Valladolid (actual Morelia), para estudar com os jesuítas, mas com a expulsão destes do Reino Espanhol em 1767, entra para o Colegio de San Nicolás, na mesma cidade onde estudou teologia, filosofia e arte. Os seus companheiros alcunham-no de El Zorro (A Raposa) pela sua sagacidade e astúcia. Além do latim, francês e italiano aprendeu também o nahuatl, o otomí e o tarasco.
Aos 25 anos é ordenado sacerdote. Com 39 anos é nomeado reitor do Colegio de San Nicolás e dedica-se afincadamente ao estudo das teorias liberais que revolucionam a Europa de então. Devido a pressões das altas hierarquías eclesiásticas, é removido do seu cargo de reitor e colocado como pároco nas paróquias de Colima, San Felipe Torres Mochas e Dolores (no estado de Guanajuato). Instrui e forma os indígenas; ensina-lhes a apicultura, o cultivo da vinha e a criação do bicho da seda; cria uma olaria e uma fábrica de azulejos, organiza uma fábrica de curtumes e uma orquestra.

## Hidalgo e a independência do México

### Grito de Dolores

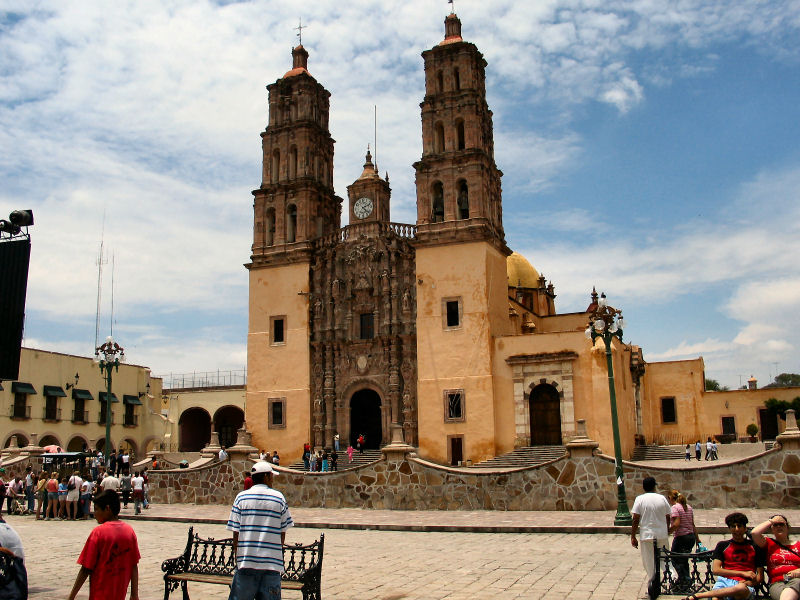
Igreja paroquial de Dolores Hidalgo onde foi feita a proclamação de Hidalgo

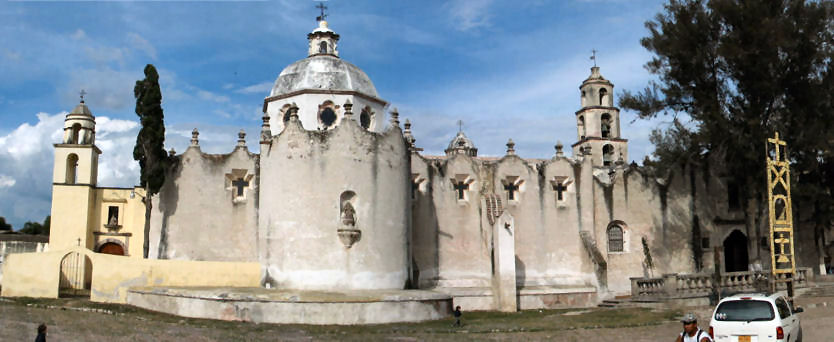
Santuário de Atotonilco onde Hidalgo tomou o estandarte da Virgem de Guadalupe

De caráter afável e generoso, torna-se muito popular entre os seus fiéis, sendo convidado por Ignacio Allende a liderar o movimento independentista. Ao ser descoberta a conspiração prega aos seus paroquianos à porta da igreja de Dolores (16 de setembro de 1810), liberta os presos e lança-se na luta levando consigo um estandarte da Virgem de Guadalupe, que toma do Santuário de Atotonilco. O seu grito de guerra é Viva la independência, viva la Virgen de Guadalupe. Muera el mal gobierno (Viva a independência, viva a Virgem de Guadalupe. Morte ao mau governo).

### As primeiras vitórias
À frente de 300 homens desorganizados e mal armados, avança até chegar a Celaya que cai sem resistência. Em poucos dias, as suas tropas consistem de mais de 30 mil homens, mulheres e crianças "são protegidas na guarda e são sem discriminação"
A 28 de Setembro entra em Guanajuato exigindo a rendição dos realistas que se haviam refugiado com víveres e armas na Alhóndiga de Granaditas (um edifício com estábulos e armazéns). Os rebeldes conseguem tomar este local e assassinam os seus defensores, entre os quais se encontra o intendente Riaño, velho amigo de Hidalgo. Estabelece uma casa da moeda e manda fundir os canhões antes de pôr-se a caminho de Valladolid com 15 mil homens; chegado a Valladolid, declara a abolição da escravatura e convida os sacerdotes das paróquias vizinhas a unirem-se à sua causa.

### O fim

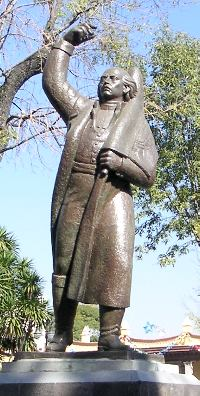
Estátua de Miguel Hidalgo em Coyoacán, Cidade do México, México.

Em Aculco sofre uma estrondosa derrota e decide ir para Guadalajara, em poder do sacerdote insurgente José Antonio "El Amo" Torres. Em Celaya manda fuzilar vários delatores e continua rumo à Nova Galiza (actual estado de Jalisco). Ao abandonar Guanajuato, os realistas passam pelas armas aqueles que haviam apoiado a rebelião. Como represália Hidalgo executa todos os prisioneiros de guerra espanhóis em seu poder. Em Dezembro de 1810 é declarado herege, apóstata e cismático. Ante a possível ofensiva dos realistas, deixa Guadalajara e enfrenta-os em Puente de Calderón, onde sofre a sua segunda grande derrota. Dirige-se então para Aguascalientes, com o objectivo de aí estabelecer o seu governo, em Janeiro de 1811.
É removido do comando militar, sendo substituído por Allende, conservando porém a liderança política. Desloca-se a Zacatecas e Saltillo para facilitar a compra de armas aos Estados Unidos. É traído por Ignacio Elizondo, antigo insurgente, que havia secretamente passado para o lado realista, sendo por este feito prisioneiro, juntamente com Allende e Juan Aldama, em Noria de Acatita de Baján, próximo de Monclova, em Coahuila. É transferido para Chihuahua onde, após um julgamento habilidoso, é desabilitado como sacerdote e fuzilado em 30 de Julho de 1811. As cabeças de Hidalgo e dos seus ex-companheiros Allende, Aldama e Jiménez, serão expostas na via pública em gaiolas penduradas nas quatro esquinas da Alhóndiga de Granaditas, onde permanecem até 1821, com o propósito de amedrontar os seus seguidores. Até ao fim, Hidalgo defende a independência e o direito que todo o cidadão tem, quando crê que a pátria está em risco de perder-se.
Em sua honra, o estado mexicano de Hidalgo e muitas localidades e ruas do México têm o seu nome.

## Curiosidades
- Foi batizado em Cuitzeo de los Naranjos em 16 de Maio de 1753. Teve três irmãos. Na sua juventude organizou uma banda de música, representou em algumas obras de teatro e era conhecido entre os seus amigos por Zorro (Raposa), pela sua perspicácia.
- Teve cinco filhos: Agustina, Mariano Lino, María Josefa, Micaela y Joaquín.
- Na cerimónia de desabilitação eclesiástica, a Inquisição cortou-lhe as pontas dos dedos e a superfície das mãos.
- No dia da sua execução pediu para não ser vendado e para não ser fuzilado pelas costas (como era costume fuzilar os traidores). Pediu que disparassem sobre a sua mão direita que colocou cobre o coração. Foram necessárias duas sequências de disparos e um tiro de misericórdia para acabar com a sua vida, após o que um comandante tarahumara de apelido Salcedo, cortou-lhe a cabeça com um só golpe de facão, machete em espanhol, recebendo por isso uma gratificação de vinte pesos.
- Os seus restos mortais foram trasladados para a capital com todas as honras, após a instauração da Primeira República em 1824. Encontram-se actualmente depositados na célebre Coluna da Independência.